# Philinoglossa marcusi
Philinoglossa marcusi is een slakkensoort uit de familie van de Philinoglossidae. De wetenschappelijke naam van de soort is voor het eerst geldig gepubliceerd in 1969 door Challis.